# Damel

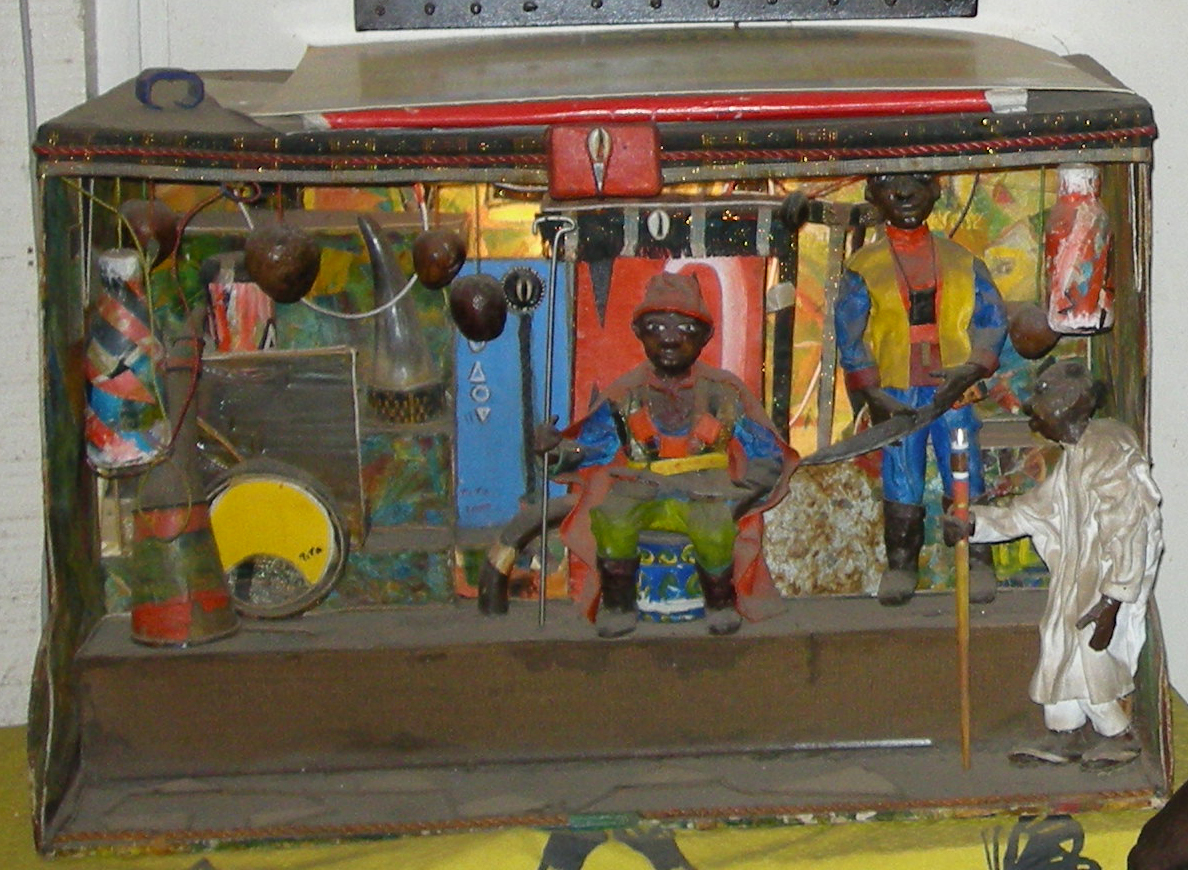
Le philosophe Kocc Barma Fall rendant visite au damel Daou Demba

Damel (dammeel en wolof) est le titre donné aux souverains du Cayor – un royaume historique situé à l'ouest de l'actuel Sénégal. Le mot Dammel signifie littéralement en wolof "brisure ou cassure", il est composé de "damm" qui signifie briser, casser et le suffixe "el" qui determine le caractère permanant d'une action en la donnant plus de valeur  et d'importance. On retrouve le suffixe el dans des mots comme cofeel,( affection), nobeel (l'amour charnelle), mbëggéel... 
Entre le milieu du XVIe siècle et la fin du XIXe siècle il y en eut une trentaine : leur nombre exact varie selon les auteurs qui, par exemple, comptent ou ne comptent pas ceux qui régnèrent quelques jours voire quelques heures. Le damélat est la durée du règne d'un damel.
Certains damels règnent à plusieurs reprises. C'est le cas de Meïssa Bigué (trois fois), Madiodio (deux fois) et Lat Dior (deux fois).
Quelques souverains portent le double titre de « damel-teigne » : damel du Cayor, ils sont également teigne (teeñ) du Baol. Entre autres, Amary Ngoné Sobel et Lat Soukabé ont été damels-teignes.

## Étymologie
Damel viendrait du mot wolof signifiant « cassé », en raison de l'indépendance du Cayor vis-à-vis du Djolof acquise en 1549 à la bataille de Danki opposant le prince héritier, futur damel, Amary Ngoné Sobel au Bourba Djolof Léléful Ifak.
Le damel est investi par un conseil de grands électeurs issus des sept grandes familles du royaume. Soumis à des rites d'initiation, il est solennellement intronisé et un dignitaire lui présente alors les habitants de chaque région du royaume. Il peut être révoqué.
La mère ou la sœur du damel portent le titre de linguère.
L'un des damels les plus célèbres est Lat Dior. En 1886, à la mort de celui-ci, le Cayor est annexé par la France et le titre de damel est supprimé.